# Saison 1 de The Last of Us
 (mars 2023).
Si vous disposez d'ouvrages ou d'articles de référence ou si vous connaissez des sites web de qualité traitant du thème abordé ici, merci de compléter l'article en donnant les références utiles à sa vérifiabilité et en les liant à la section « Notes et références ».
Chronologie
Saison 2
La première saison de The Last of Us, série télévisée américaine inspirée des jeux vidéos du même nom, est constituée de neuf épisodes, diffusés du 15 janvier 2023 au 12 mars 2023 sur HBO.
En France, la saison est diffusée du 16 janvier 2023 au 13 mars 2023 sur Prime Video.

## Distribution

### Acteurs principaux
- Pedro Pascal (VF : Boris Rehlinger) : Joel Miller
- Bella Ramsey (VF : Emmylou Homs) : Ellie Williams

#### Acteurs secondaires
- Anna Torv (VF : Myrtille Bakouche) : Theresa « Tess » Servopoulos (Épisodes 1 à 3)
- Gabriel Luna (VF : Benjamin Penamaria) : Tommy Miller (Épisodes 1 et 6 )
- Merle Dandridge (VF : Daria Levannier) : Marlene (Épisodes 1 et 9)
- Nick Offerman (VF : Alexis Victor) : Bill (Épisode 3)
- Murray Bartlett (VF : Jean-Pierre Michaël) : Frank (Épisode 3)
- Jeffrey Pierce (VF : Serge Biavan) : Perry (Épisodes 4 et 5)
- Melanie Lynskey (VF : Edwige Lemoine) : Kathleen (Épisodes 4 et 5)
- Lamar Johnson (en) (VF : Baptiste Marc) : Henry (Épisodes 4 et 5)
- Kevonn Woodard (muet) : Sam (Épisodes 4 et 5)
- Rutina Wesley (VF : Fily Keita) : Maria Miller  (Épisode 6)
- Storm Reid (VF : Mélissa Lexa) : Riley (Épisode 7)
- Scott Shepherd (VF : Bernard Gabay): David (Épisode 8)

#### Invités
- Nico Parker (VF : Jaynelia Coadou-Keita) : Sarah Miller (Épisode 1)
- John Hannah (VF : Jean-Philippe Puymartin) : Dr Neuman (Épisode 1)
- Christopher Heyerdahl : Dr Schoenheiss (Épisode 1)
- Josh Brener (VF : Hervé Rey) : le présentateur télé (Épisode 1)
- Brendan Fletcher (VF : Thibaut Lacour) : Robert (Épisode 1)

- Max Montesi (VF : Clément Moreau) : Lee (Épisode 1)
- Natasha Mumba (VF : Aurélie Konaté) : Kim Tembo (Épisode 1)
- Christine Hakim : Ratna Pertiwi (Épisode 2)
- John Getz (VF : Guy Chapellier) : Eldelstein  (Épisodes 4 et 5)
- Graham Greene (VF : Benoît Allemane) : Marlon (Épisode 6)
- Elaine Miles : Florence (Épisode 6)
- Nelson Leis : Josiah  (Épisode 8)
- Sonia Maria Chirila : Hannah (Épisode 8)
- Ari Rombough : Joyce (Épisode 8)
- Primo Allon : Un soldat des lucioles (Épisode 9)

#### Invités spéciaux
- Troy Baker (VF : Cyrille Monge): James (Épisode 8)
- Ashley Johnson (VF : Adeline Chetail) : Anna Williams (Épisode 9)
- Laura Bailey : Une infirmière (Épisode 9)

## Liste des épisodes

### Épisode 1:Quand tu es perdu dans les ténèbres
- États-Unis : 15 janvier 2023 sur HBO
- France : 16 janvier 2023 sur Prime Video
- Suisse : 19 février 2023 sur RTS Un

- Nico Parker (Sarah Miller)
- John Hannah (Dr Neuman)
- Lennie James (Dr Schoenheiss)
- Josh Brener (le présentateur télé)
- Brad Leland (M. Adler)
- Brendan Fletcher (Robert)
- Marcia Bennett (Mme Adler)
- Jerry Wasserman (Amy Abe)
- Anna Torv (Tess)
- Gabriel Luna (Tommy)
- Merle Dandridge (Marlene)

En 1968, les épidémiologistes Newman (John Hannah) et Schoenheiss (Christopher Heyerdahl) discutent du potentiel d'une pandémie mondiale. Newman suggère que les champignons sont une grave menace étant donné le manque de traitement préventif ou de guérison. Schoenheiss souligne l'impossibilité d'une infection fongique chez l'homme en raison de l'incapacité des champignons à survivre à la chaleur corporelle. Newman est d'accord mais note que les champignons pourraient évoluer pour surmonter cette faiblesse à mesure que le monde se réchauffe, auquel cas l'humanité ne survivrait pas.
En 2003, à Austin, Sarah, 14 ans, est réveillée en pleine nuit et découvre ses voisins attaqués par une créature, une femme âgée autrefois sénile. Le père de Sarah, Joel, revient avec son frère Tommy et tue la créature. Alors que Joel, Tommy et Sarah fuient à travers la foule, les débris d'un avion écrasé renversent le camion de Tommy. Joel essaie de courir avec Sarah mais est acculé par un soldat, qui leur tire dessus. Tommy tue le soldat, mais Sarah est mortellement blessée et meurt dans les bras de Joel.

### Épisode 2:Infectés
- États-Unis : 22 janvier 2023 sur HBO
- France : 23 janvier 2023 sur Prime Video
- Suisse : 20 février 2023 sur RTS Un

- Anna Torv (tess)
- Christine Hakim (Ratna Pertiwi)
- Yayu A.W. Unru (Agus Hidayat)

En 2003, les autorités de Jakarta montrent à Ratna Pertiwi (Christine Hakim), une professeure de mycologie, un échantillon d'un humain, qu'elle identifie comme Ophiocordyceps. Le lieutenant-général Agus Hidayat (Yayu A.W. Unru) montre à Ratna le cadavre d'une femme avec une marque de morsure humaine sur sa jambe et des croissances fongiques dans sa bouche. Il informe Ratna que la femme a été tuée après avoir mordu ses collègues dans une usine de farine, tandis que d'autres collègues sont portés disparus. Ratna remarque que l'emplacement fournit un excellent substrat pour le champignon, ajoute qu'il n'y a pas de remède ou de vaccin contre l'infection et recommande de bombarder Jakarta pour contenir l'épidémie.
En 2023, Joel et Tess tiennent Ellie sous la menace d'une arme et exigent de savoir pourquoi ils ont été chargés de l'escorter. Ellie révèle que les Lucioles ont établi un camp secret dans l'ouest avec des médecins travaillant sur un vaccin pour prévenir l'infection, et que son ADN peut être la clé du succès. Joel exige qu'ils retournent dans la zone de quarantaine mais Tess, toujours sceptique quant à l'immunité d'Ellie, le convainc néanmoins de donner suite à leur arrangement car les Lucioles leur donneront toujours des fournitures.
Alors que le groupe se dirige vers le capitole de l'État du Massachusetts, Tess découvre un groupe d'infectés bloquant leur route, expliquant à Ellie que les champignons peuvent détecter des humains non infectés sur de longues distances et attirer leurs hôtes vers eux. Tess suggère de passer par un musée. Un effondrement du toit attire deux « claqueurs », des hôtes mutés qui dépendent du son pour se déplacer. Ellie se fait mordre et Joel et Tess tuent les claqueurs. Arrivés à la State House, ils trouvent des combattants des Lucioles morts ; Joel trouve des preuves d'infection et suppose qu'ils se sont entretués. Tess essaie de trouver des indices sur la prochaine étape, mais Joel lui dit que le travail est terminé et qu'ils rentreront chez eux. Tess lui dit qu'elle ne peut pas revenir en arrière, révélant une marque de morsure sur son cou. Elle révèle que la marque d'Ellie a déjà guéri, prouvant son immunité.

### Épisode 3:Longtemps…
- États-Unis : 29 janvier 2023 sur HBO
- France : 30 janvier 2023 sur Prime Video
- Suisse : 20 février 2023 sur RTS Un

- Anna Torv (tess)
- Nick Offerman (Bill)
- Murray Bartlett (Frank)

Voyageant à pied vers Lincoln, Joel cherche ses provisions cachées tandis qu'Ellie entre dans le sous-sol et poignarde à mort un infecté piégé. Rencontrant un tas de squelettes humains, Joel explique que l'armée a abattu certains survivants pour conserver la nourriture et un espace de vie.
Vingt ans plus tôt, dans la même ville, un certain Bill surveille en vidéo depuis un bunker souterrain, l'évacuation de sa ville après le début de l'épidémie. Il alimente son refuge de fournitures récupérées dans les entreprises abandonnées, pour survivre et pour construire un générateur, une clôture électrique et se protéger avec des pièges. Quatre ans plus tard, il rencontre Frank réclamant un repas chaud, une douche et des vêtements propres. Lui et Bill jouent Long, Long Time au piano. Il en déduit que Bill n'a jamais eu personne à aimer dans sa vie. Frank l'embrasse et ils couchent ensemble. Trois ans plus tard, Frank invite Tess et Joel à établir une opération de contrebande. Joel convainc Bill d'accepter le plan de Frank en soulignant les lacunes dans les défenses de la ville qu'ils peuvent aider à corriger. Plus tard, des pillards tentent de s'infiltrer dans la ville, blessant Bill avant d'être repoussés par ses défenses.
Dix ans plus tard, Bill et Frank sont âgés ; atteint d'une maladie dégénérative, Frank a perdu sa mobilité ; il demande à Bill de l'aider à mourir. Bill emmène Frank s'habiller de nouveaux costumes et ils se marient dans leur salon. Après le dîner, si Bill a placé une dose mortelle de somnifère dans le vin de Frank, il lui révèle qu'il a également dopé sa propre boisson, admettant qu'il n'a aucune envie de vivre sans Frank. Ils se retirent dans leur chambre pour mourir.

### Épisode 4:S'il te plaît, tiens ma main
- États-Unis : 5 février 2023 sur HBO
- France : 6 février 2023 sur Prime Video
- Suisse : 27 février 2023 sur RTS Un

- Lamar Johnson (Henry Burnell)
- Melanie Lynskey (Kathleen Coghlan)
- Keivonn Montreal Woodard (Sam)
- Jeffrey Pierce (Perry)
- John Getz (Eldelstein)
- Juan Magana (Bryan)

Alors qu'ils se rendent au Wyoming, Joel raconte à Ellie son passé avec son frère Tommy. Après l'épidémie, ils se sont rapprochés d'un groupe de survivants se rendant à Boston, où ils ont rencontré Tess et Marlene. Tommy, toujours à la recherche de quelque chose pour quoi se battre, a été facilement recruté par les Fireflies, mais a ensuite abandonné leur cause et s'est retiré de lui-même. Campant dans les bois pour la nuit, Joel avertit Ellie de ne faire confiance à personne qu'ils rencontrent car ils feront davantage que les voler. Le lendemain, ils atteignent les ruines de Kansas City, Missouri. L'autoroute est bloquée, les obligeant à faire un détour dans la ville. Ellie voit un homme implorer de l'aide, mais Joel le poursuit. Une brique brise la vitre du camion, une bande de pointes perce les pneus et des coups de feu envoient le couple se précipiter dans une laverie automatique.
Ellie se cache alors que Joel tue deux hommes avec son arme, cette dernière s'enraye. Un troisième - Bryan - dans un corps à corps, essaie d'étouffer Joel. Ellie intervient avec son arme de poing et tire sur Bryan dans le dos, celui-ci immobilisé au sol essaie de négocier. Joel confisque son arme et la renvoie avant de poignarder mortellement Bryan alors qu'il crie grâce. Joel et Ellie s'échappent tandis que d'autres bandits - faisant partie d'un groupe qui a renversé le gouvernement et pris le contrôle de la ville - trouvent les corps. Leur chef, Kathleen Coghlan (Melanie Lynskey), est informée des événements. Elle postule ouvertement que ses ennemis - dont Henry Burrell, qui, selon elle, a dénoncé son frère pour qu'il soit exécuté - sont responsables d'avoir contacté les tueurs et ordonne à ses partisans de fouiller la ville. Pendant ce temps, Joel apprend à Ellie comment tenir correctement son arme et accepte de la laisser la porter.

### Épisode 5:La Survie à tout prix
- États-Unis : 10 février 2023 sur HBO
- France : 11 février 2023 sur Prime Video
- Suisse : 27 février 2023 sur RTS Un

- Lamar Johnson (Henry Burnell)
- Melanie Lynskey (Kathleen Coghlan)
- Keivonn Montreal Woodard (Sam)
- Jeffrey Pierce (Perry)
- John Getz (Eldelstein)

Après qu'un mouvement de résistance a renversé le gouvernement et pris le contrôle de Kansas City, leur chef Kathleen Coghlan entreprend de retrouver Henry Burrell, à qui elle reproche la mort de son frère, Michael. Henry et son frère Sam, sourd qui communique avec une tablette improvisée, se réfugient chez un passeur, Eldelstein. Dix jours plus tard, Eldelstein ne revient pas d'un voyage de reconnaissance et les frères retrouvent Joel et Ellie, qu'ils convainquent de les aider à s'échapper. Kathleen explique à son commandant en second, Perry (Jeffrey Pierce), que Michael lui avait dit de pardonner à Henry avant son exécution, mais elle jure quand même de se venger, et Perry est d'accord.
Henry propose d'utiliser les tunnels abandonnés sous la ville pour éviter les partisans de Kathleen. Joel accepte avec hésitation tandis qu'Ellie continue de se lier avec Sam. Henry admet qu'il a trahi Michael pour obtenir des médicaments pour la leucémie de Sam. Après avoir traversé les tunnels, un tireur d'élite ajuste le groupe. Joel le tue, mais cela a  alerté Kathleen qui arrive bientôt avec une milice armée. Alors que Kathleen se prépare à tuer Henry, un camion endommagé s'écrase sur le sol et libère une foule massive d'infectés, y compris un hôte fortement muté connu sous le nom de « bouffi » qui décapite Perry  et un enfant clicker qui mutile Kathleen. Joel fournit un feu de couverture pendant qu'Ellie sauve Sam et Henry. Kathleen les coince, mais seulement pour être prise en embuscade et mordue par un enfant clicker. Le groupe s'enfuit tandis que les personnes infectées se dirigent vers la ville.

### Épisode 6:Parenté
- États-Unis : 19 février 2023 sur HBO
- France : 20 février 2023 sur Prime Video
- Suisse : 6 mars 2023 sur RTS Un

- Rutina Wesley (Maria)
- Nico Parker (Sarah)
- Lamar Johnson (Henry Burrell)
- Graham Greene (Marlon)
- Elaine Miles (Florence)
- Gabriel Luna (Tommy)

Trois mois après avoir vu Henry (Lamar Johnson) se suicider, Joel et Ellie arrivent dans le Wyoming. Ils sont informés de leur sort par Marlon (Graham Greene) et sa femme Florence (Elaine Miles), qui les avertissent d'éviter les dangers plus à l'ouest. Apprenant que son frère Tommy est peut-être mort, Joel fait une crise de panique.
Voyageant plus à l'ouest, Joel et Ellie sont pris en embuscade par un groupe dirigé par Maria (Rutina Wesley), qui les emmène dans une communauté sûre à Jackson, Wyoming. Joel retrouve Tommy (Gabriel Luna). Lui et Ellie reçoivent de la nourriture, des vêtements propres et une maison. Maria coupe les cheveux d'Ellie et l'avertit de faire attention à ne pas faire confiance aux autres, citant le passé dangereux de Joel ; Ellie réfute, citant Tommy. Ellie apprend l'existence de la fille de Joel, Sarah, décédée vingt ans auparavant. Joel essaie de convaincre Tommy de se joindre à lui et Ellie au Colorado ; Tommy refuse car Maria est enceinte. Alors qu'il a une autre crise de panique, Joel voit une fille qui lui rappelle Sarah.
Plus tard, Joel se confie à Tommy sur l'immunité d'Ellie et son état mental déclinant, citant des rêves dont il ne se souvient pas mais se souvient avoir ressenti une perte. Joel demande à Tommy d'emmener Ellie chez les Lucioles car il craint de ne pas pouvoir la protéger ; il accepte de l'emmener le lendemain matin. Ellie les surprend. Plus tard, elle reconnaît les craintes de Joel concernant la mort de sa fille et admet qu'elle ne sera que plus effrayée par son absence. Joel dit qu'elle n'est pas sa fille, ni lui son père, et déclare qu'ils se sépareront. Il se retire dans sa chambre et pense à Sarah.

### Épisode 7:Abandonner
- États-Unis : 26 février 2023 sur HBO
- France : 27 février 2023 sur Prime Video
- Suisse : 6 mars 2023 sur RTS Un

- Storm Reid (Riley Abel)
- Terry Chen (Kwong)

Ellie soigne la blessure de Joel. Joel demande à Ellie de l'abandonner pour mourir. Alors qu'elle commence à s'éloigner, Ellie s'arrête et se souvient des événements qui l'ont amenée à être infectée.
Plusieurs mois plus tôt, à Boston, dans le Massachusetts, Ellie est une étudiante orpheline dans un internat militaire géré par la Federal Disaster Response Agency (FEDRA). Après qu'Ellie a participé à une bagarre, le capitaine Kwong (Terry Chen) l'encourage à suivre les règles pour devenir un jour un leader de la FEDRA. Plus tard dans la nuit, la meilleure amie d'Ellie, Riley Abel (Storm Reid), se faufile dans sa chambre. Ellie est en colère contre Riley car elle a rejoint les Lucioles - un groupe rebelle opposé à FEDRA - et parce qu'elle l'a laissée seule à l'école pendant des semaines.
Riley emmène Ellie dans un centre commercial abandonné. Ellie est ravie de faire l'expérience d'un escalator, d'un carrousel, d'un photomaton et d'un jeu d'arcade avec Riley. Quand Ellie trouve le lit de Riley et des bombes artisanales, elle confronte Riley à propos de la philosophie violente des Lucioles. Riley révèle que les Lucioles vont la déplacer dans la zone de quarantaine d'Atlanta, et qu'elle a amené Ellie au centre commercial pour lui dire au revoir. Ellie sort d'abord du centre commercial, mais retourne vers Riley. Les deux dansent ensemble et Ellie supplie désespérément Riley de ne pas partir. Riley accepte et elles s'embrassent.

### Épisode 8:Quand on est dans le besoin
- États-Unis : 5 mars 2023 sur HBO
- France : 6 mars 2023 sur Prime Video
- Suisse : 13 mars 2023 sur RTS Un

### Épisode 9:Cherchez la lumière
- États-Unis : 12 mars 2023 sur HBO
- France : 13 mars 2023 sur Prime Video
- Suisse : 13 mars 2023 sur RTS Un

- Cet épisode marque la dernière apparition de Marlene interprétée par Merle Dandridge.